# Sukamaju (Pugung)
Sukamaju is een bestuurslaag in het regentschap Tanggamus van de provincie Lampung, Indonesië. Sukamaju telt 1669 inwoners (volkstelling 2010).